# Миля в час
Миля в час е единица за измерване на скорост, изразяваща броя сухопътни мили, изминати за един час. Широко разпространено означение за единицата е mph, но се ползва и mi/h, съгласувано с методите на Международната система единици.
Милята в час е единицата, използвана в пътните системи на САЩ, Обединеното кралство и други страни.
В САЩ обикновено на магистрала ограничението на скоростта е 65 мили/ч (104 км/ч), а в жилищни райони 25 мили/ч (40 км/ч).

## Превръщания
Една миля в час се равнява на:
- 0,44704 m/s
- 1,609344 km/h
- 22/15 = 1,4667 фута в секунда
- приблизително 0,868976 възела